# Menoir
A menoir szőlőfajtát a francia borászok Mornen noir-nak nevezik. Termőhelye Chavanay városa körüli szőlőültetvényekre korlátozódik. A mornen név Mornant település nevéből származik. Franciaországból kerülhetett Magyarországra Mathiász János (1832-1921) szőlőnemesítő  segítségével.  francia eredetű kékszőlő, másik elnevezése Magyarországon a Kékmedoc illetve a Medoc noir.

## Termőterületei
Magyarországon főleg a szekszárdi  borvidéken és az egri borvidéken találkozhatunk vele.

## Bora
Bora gyors fejlődésű, primőr borok alapanyaga lehet, de az egri bikavér egyik alkotója is lehet.